# Pseudagrion dundoense
Pseudagrion dundoense – gatunek ważki z rodziny łątkowatych (Coenagrionidae).